# Canton de Hœnheim
Le canton de Hœnheim est un canton français du département du Bas-Rhin, dans la collectivité européenne d'Alsace.

## Histoire
Un nouveau découpage territorial du Bas-Rhin entre en vigueur à l'occasion des élections départementales de 2015. Il est défini par le décret du 18 février 2014, en application des lois du 17 mai 2013 (loi organique 2013-402 et loi 2013-403). Les conseillers départementaux sont, à compter de ces élections, élus au scrutin majoritaire binominal mixte. Les électeurs de chaque canton élisent au Conseil départemental, nouvelle appellation du Conseil général, deux membres de sexe différent, qui se présentent en binôme de candidats. Les conseillers départementaux sont élus pour 6 ans au scrutin binominal majoritaire à deux tours, l'accès au second tour nécessitant 12,5 % des inscrits au 1er tour. En outre la totalité des conseillers départementaux est renouvelée. Ce nouveau mode de scrutin nécessite un redécoupage des cantons dont le nombre est divisé par deux avec arrondi à l'unité impaire supérieure si ce nombre n'est pas entier impair, assorti de conditions de seuils minimaux. Dans le Bas-Rhin, le nombre de cantons passe ainsi de 44 à 23.
Le canton de Hœnheim est formé de communes des anciens cantons de Mundolsheim (9 communes) et de Bischheim (1 commune). Il est entièrement inclus dans l'arrondissement de Strasbourg. Le bureau centralisateur est situé à Hœnheim.

## Représentation
| Période élective | Période élective | Mandat | Mandat | Identité                  | Nuance | Nuance | Qualité |
| ---------------- | ---------------- | ------ | ------ | ------------------------- | ------ | ------ | --- |
| 2015             | 2021             | 2015   | 2021   | Vincent Debes             |        | LR     | Pharmacien Maire de Hœnheim (depuis 2008) Président de l'association des maires du Bas-Rhin                                                     |
| 2015             | 2021             | 2015   | 2021   | Cécile Van Hecke-Delattre |        | UDI    | Conseillère en gestion Membre de la commission communication et démocratie Locale de Oberhausbergen Maire d'Oberhausbergen depuis décembre 2018 |
| 2021             | 2028             | 2021   | 2028   | Vincent Debes             |        | LR     | Conseiller sortant |
| 2021             | 2028             | 2021   | 2028   | Cécile Delattre           |        | UDI    | Conseillère sortante |

À l'issue du 1er tour des élections départementales de 2015, deux binômes sont en ballotage : Vincent Debes et Cécile Van Hecke (DVD, 32,93 %) et Éric Amiet et Laurence Crosnier (UMP, 24,9 %). Le taux de participation est de 49,36 % (17 808 votants sur 36 079 inscrits) contre 47,83 % au niveau départemental et 50,17 % au niveau national.
Au second tour, Vincent Debes et Cécile Van Hecke (DVD) sont élus avec 63,21 % des suffrages exprimés et un taux de participation de 42,67 % (8 823 voix pour 15 398 votants et 36 086 inscrits).

## Composition
Le canton de Hœnheim comprend dix communes entières.
| Nom                             | Code Insee | Intercommunalité            | Superficie (km2) | Population (dernière pop. légale) | Densité (hab./km2) | Modifier                                    |
| ------------------------------- | ---------- | --------------------------- | ---------------- | --------------------------------- | ------------------ | ------------------------------------------- |
| Hœnheim (bureau centralisateur) | 67204      | Eurométropole de Strasbourg | 3,42             | 11 413 (2022)                     | 3 337              | modifier les données · modifier les données |
| Eckbolsheim                     | 67118      | Eurométropole de Strasbourg | 5,34             | 7 237 (2022)                      | 1 355              | modifier les données · modifier les données |
| Lampertheim                     | 67256      | Eurométropole de Strasbourg | 6,58             | 3 475 (2022)                      | 528                | modifier les données · modifier les données |
| Mittelhausbergen                | 67296      | Eurométropole de Strasbourg | 1,72             | 2 075 (2022)                      | 1 206              | modifier les données · modifier les données |
| Mundolsheim                     | 67309      | Eurométropole de Strasbourg | 4,09             | 5 236 (2022)                      | 1 280              | modifier les données · modifier les données |
| Niederhausbergen                | 67326      | Eurométropole de Strasbourg | 3,06             | 1 697 (2022)                      | 555                | modifier les données · modifier les données |
| Oberhausbergen                  | 67343      | Eurométropole de Strasbourg | 3,79             | 5 652 (2022)                      | 1 491              | modifier les données · modifier les données |
| Reichstett                      | 67389      | Eurométropole de Strasbourg | 7,61             | 4 554 (2022)                      | 598                | modifier les données · modifier les données |
| Souffelweyersheim               | 67471      | Eurométropole de Strasbourg | 4,51             | 8 182 (2022)                      | 1 814              | modifier les données · modifier les données |
| Wolfisheim                      | 67551      | Eurométropole de Strasbourg | 5,57             | 4 191 (2022)                      | 752                | modifier les données · modifier les données |
| Canton de Hœnheim               | 6706       |                             | 45,69            | 53 712 (2022)                     | 1 176              | modifier les données                        |

## Démographie
En 2022, le canton comptait 53 712 habitants, en évolution de +5,46 % par rapport à 2016 (Bas-Rhin : +3,17 %, France hors Mayotte : +2,11 %).
| 2013   | 2018   | 2022   |
| ------ | ------ | ------ |
| 49 631 | 51 924 | 53 712 |